# Bùi Dzinh
Bùi Dzinh (1928-2024), nguyên là một sĩ quan Bộ binh cao cấp của Quân đội Việt Nam Cộng hòa, cấp bậc Đại tá. Ông xuất thân từ khóa đầu tiên tại trường Võ bị Quốc gia sau khi trường di chuyển từ Huế về nam cao nguyên Trung phần. Ra trường, ông được chọn phục vụ đơn vị Bộ binh. Ông đã đảm trách từ chức vụ nhỏ nhất là sĩ quan chỉ huy cấp Trung đội. Tuần tự theo hệ thống chỉ huy, ông đã lên đến Tư lệnh cấp Sư đoàn Bộ binh. Là một sĩ quan trung thành với Chính thể Đệ nhất Cộng hòa, nên sau cuộc Đảo chính lật đổ Tổng thống Ngô Đình Diệm, ông phải ra trước Hội đồng Kỷ luật Quân đội và bị cách chức. Hai năm sau, ông tham gia cuộc Đảo chính (ngày 19/2/1965) do tướng Lâm Văn Phát cầm đầu. Lần này ông bị Tòa án Mặt trận kết tội và cuộc đời binh nghiệp của ông chính thức khép lại từ đây.

## Tiểu sử và Binh nghiệp
Ông ấy sinh vào ngày 05 tháng 5 năm 1928 tại làng Xuân Hòa, huyện Lệ Thủy, tỉnh Quảng Bình, miền Trung Việt Nam, trong một gia đình trung nông Nho giáo. Thiếu thời, ông học Tiểu học tại Đồng Hới. Khi lên Trung học, ông được gia đình cho về Huế học ở trường Quốc học. Năm 1950, ông tốt nghiệp Phổ thông Trung học với văn bằng Tú tài bán phần (Part I).

### Quân đội Quốc gia Việt Nam
Tháng 9 năm 1950, thi hành lệnh động viên, ông nhập ngũ vào Quân đội Quốc gia. Ông được theo học khóa 3 Trần Hưng Đạo tại trường Võ bị Liên quân Đà Lạt, khai giảng ngày 1 tháng 10 năm 1950. Ngày 25 tháng 6 năm 1951, mãn khóa tốt nghiệp Thủ khoa với cấp bậc Thiếu úy hiện dịch. Ra trường ông được điều động phục vụ tại Liên đoàn Lưu động số 21 với chức vụ Trung đội trưởng.
Giữa năm 1952, sau khi Quân đội Quốc gia thành lập Bộ Tổng Tham mưu, ông được cử đi học lớp Tham mưu trung cấp tại trường Tham mưu ở Paris (École Militaire Paris), Pháp. Đầu năm 1953, mãn khóa học từ Pháp về nước, ông được thăng cấp Trung úy chuyển vào Nam phục vụ tại Phòng 3 Đệ nhất Quân khu, dưới quyền Đại tá Lê Văn Tỵ. Năm 1954, sau ngày ký Hiệp định Genève (20/7/1954), ông được thăng cấp Đại úy tại nhiệm.

### Quân đội Việt Nam Cộng hòa
Đầu tháng 11 năm 1955, chuyển biên chế sang phục vụ Quân đội Việt Nam Cộng hòa (được cải danh từ Quân đội Quốc gia), ông được cử làm Tiểu khu trưởng Tiểu khu Nam-Ngãi. Ông đã thành công trong việc kêu gọi hai ông Nguyễn Đình Thiệp Chỉ huy quân sự và Phạm Thái là Chính trị viên của Lực lượng vũ trang Việt Nam Quốc dân Đảng cùng các chiến sĩ thuộc các đơn vị này đang trú đóng trong vùng nộp vũ khí về với Chính phủ của Thủ tướng Ngô Đình Diệm. Giữa năm 1956, ông được cử đi học lớp "Chiến tranh chống Du kích" tại Manilla, Philippines trong thời gian 3 tháng. Ngày 26 tháng 10 cùng năm, sau khi mãn khóa học ở Philippines về nước, ông được thăng cấp Thiếu tá.
Ngày Quốc khánh Đệ nhất Cộng hòa 26 tháng 10 năm 1958, ông được thăng cấp Trung tá, sau đó ông được bổ nhiệm làm Tư lệnh Sư đoàn 15 Khinh chiến (Bản doanh được đặt tại Dục Mỹ, Ninh Hòa, Khánh Hòa) thay thế Trung tá Nguyễn Văn Vĩnh Tháng 4 năm 1959, Sư đoàn 15 Khinh chiến hợp cùng với Sư đoàn 16 Khinh chiến để thành lập Sư đoàn 23 Bộ binh, ông trở thành Tư lệnh đầu tiên của Sư đoàn 23 Bộ binh tân lập. Cuối năm 1959, bàn giao Sư đoàn 23 lại cho Trung tá Trần Thanh Phong. Đầu năm 1960 ông được cử đi học lớp Tham mưu cao cấp (khóa 1960 - 1, thụ huấn 16 tuần) tại Học viện Chỉ huy và Tham mưu (US Army Command aGenerGeneeral Staff Collge) Fort Leavenworth, Kansas, Hoa Kỳ.
Đầu tháng 5 năm 1960, mãn khóa học từ Mỹ về nước, ông được cử làm Tư lệnh phó Sư đoàn 21 Bộ binh, do Đại tá Trần Thiện Khiêm làm Tư lệnh. Ông đã cùng Đại tá Khiêm đưa Sư đoàn 21 từ miền Tây về Sài Gòn ứng cứu Tổng thống Ngô Đình Diệm, chống lại nhóm sĩ quan do Đại tá Nguyễn Chánh Thi (Chỉ huy trưởng Lữ đoàn Nhảy dù) cầm đầu cuộc Đảo chính ngày 11/11/1960. Đầu tháng 6 năm 1961, ông được thuyên chuyển về vùng 3 chiến thuật để nhận chức vụ Tư lệnh phó Sư đoàn 5 Bộ binh (Bộ Tư lệnh đặt tại căn cứ Phú Lợi, Bình Dương), dưới quyền Tư lệnh của Thiếu tướng Trần Ngọc Tám (5/1961-10/1961). Hơn 4 tháng sau, tướng Trần Ngọc Tám rời Sư đoàn để về phục vụ ở Trung ương, Đại tá Nguyễn Đức Thắng (10/1961-12/1962) Tư lệnh Sư đoàn 1 Bộ binh từ Vùng 1 Chiến thuật chuyển về thay thế chức vụ Tư lệnh Sư đoàn 5. Ngày Quốc khánh 26 tháng 10, ông được thăng cấp Đại tá tại nhiệm.
Đầu năm 1962, ông được thuyên chuyển ra miền Trung để nhận chức vụ Tư lệnh đầu tiên của Sư đoàn 9 Bộ binh tân lập. Đến ngày 20 tháng 9 năm 1963, sau khi Sư đoàn đã được huấn luyện và bổ sung hoàn chỉnh cấp số. Ông chỉ huy Sư đoàn 9 hành quân di chuyển vào Nam, đặt Bộ Tư lệnh tại Thị xã Sa Đéc thuộc Khu 42 chiến thuật. Tại đây ông kiêm luôn chức vụ Tư lệnh Khu 42 chiến thuật.
- Thời điểm Đại tá Bùi Dzinh tư lệnh Sư đoàn 9 Bộ binh, nhân sự trong Bộ Tư lệnh Sư đoàn và chỉ huy các Trung đoàn được phân bổ trách nhiệm như sau:
 -Tư lệnh - Đại tá Bùi Dzinh
 -Tham mưu trưởng - Trung tá Tôn Thất Đông[13]
 -Trung đoàn 13[14] Thiếu tá Nguyễn Cả [15]
- Trung đoàn 14 - Thiếu tá Chương Dzềnh Quay. Thiếu tá Chương Dzềnh Quay chức vụ cuối cùng là chuẩn tướng Tham mưu trưởng Quân Đoàn 4 .
- Trung đoàn 15 - Thiếu tá Phan Minh Thọ (Đại tá, Quân lực VNCH) Thiếu tá Phan Minh Thọ sau này là trung tá Tỉnh trưởng tỉnh Bình-Định 1968-1970.

### Kỷ luật và xuất ngũ
Ngày 1 tháng 11 năm 1963, ông đã không tán thành cuộc đảo chính của nhóm quân nhân do Trung tướng Dương Văn Minh lãnh đạo. Sáng sớm ngày 02 tháng 11, mặc dù đang hành quân tại Thị xã Trúc Giang (tỉnh lỵ tỉnh Kiến Hòa), ông đã đưa Sư đoàn 9 Bộ binh về Sài Gòn với ý định giải cứu Tổng thống Diệm lần thứ hai. Tuy nhiên lần này ông đã bị Đại tá Nguyễn Hữu Có (người vừa thay thế Đại tá Bùi Đình Đạm giữ chức vụ Tư lệnh Sư đoàn 7 Bộ binh), đem quân chặn ở ngã ba Trung Lương và khu vực bến phà Mỹ Thuận ở sông Tiền. Các đơn vị thuộc Sư đoàn 7 đã rút hết những chiếc phà ở bờ nam thuộc tỉnh Vĩnh Long về hết bờ bắc thuộc tỉnh Định Tường, đồng thời phong tỏa luôn bến phà Rạch Miễu giữa Thị xã Mỹ Tho (Tỉnh lỵ tỉnh Định Tường) và Thị xã Trúc Giang, không cho quân Sư đoàn 9 Bộ binh vượt sông Tiền Giang. Sứ mạng không thành và kết quả là ngày 6 tháng 11, nhận lệnh bàn giao Sư đoàn 9 Bộ binh lại cho cấp phó là Trung tá Đoàn Văn Quảng để về trình diện gấp Hội đồng quân nhân cách mạng, sau đó phải ra trước Hội đồng Kỷ luật Quân đội, bị cách chức và "nghỉ dài hạn không lương", tạm thời không còn được tham gia bất cứ một việc gì trong quân đội nữa (hình thức sa thải khỏi quân đội).
Ngày 19 tháng 2 năm 1965, mặc dù đang ở trong tình trạng "nghỉ dài hạn không lương" và bị cách chức, ông đã cùng với Thiếu tướng Lâm Văn Phát, Đại tá Phạm Ngọc Thảo và một số sĩ quan tham gia cuộc chỉnh lý lật đổ Quốc trưởng Nguyễn Khánh. Chính ông đã vạch ra kế hoạch và cùng Trung tá Lê Hoàng Thao đưa Lực lượng Địa phương quân từ tỉnh Long An về chiếm Bộ Tư lệnh Biệt Khu Thủ đô (trại Lê văn Duyệt) trong vòng 48 giờ. Cuộc chỉnh lý thất bại vì không được người Mỹ cũng như đa số sĩ quan cao cấp trong Quân đội Việt Nam Cộng hòa ủng hộ, ông đã tẩu thoát ngay sau ngày 20 tháng 2. Ông bị Tòa án Quân sự vùng 3 chiến thuật kết án "tử hình khiếm diện". Cuối tháng 5, ông bị bắt tại một Giáo xứ ở vùng Xóm Mới, quận Gò Vấp thuộc tỉnh Gia Định, ngoại ô Thành phố Sài Gòn. Tòa án Quân sự Mặt trận điều chỉnh lại bản án "tử hình khiếm diện" và kết án ông bị tù chung thân, giam ông tại Đề lao Chí Hòa với hai tội danh: Chuyên viên đảo chính và sử dụng quân đội bất hợp pháp, đồng thời Hội đồng Kỷ luật Quân đội chính thức cho ông giải ngũ vĩnh viễn. Năm 1967, ông được trả tự do nhân ngày Tổng thống Nguyễn Văn Thiệu ban hành Hiến pháp của nền Đệ nhị Cộng hòa (1 tháng 7 năm 1967).

## 1975
Sau ngày 30 tháng 4, ông trình diện Chính quyền Quân quản Cách mạng và bị đưa đi tù lưu đày từ Nam ra Bắc, ông bị chấn thương sọ não trong khi đang đốn cây bồ đề cho lâm trường vào ngày 13/12/1976 tại trại cài tạo Yên Bái tai nạn này khiến ông bị loà một mắt,mãi cho đến cuối năm 1980 ông mới được trả tự do. Sau khi được ra khỏi tù, ông và gia đình bị đưa đi lập nghiệp tại một vùng kinh tế mới thuộc một tỉnh ở miền đông Nam phần.
Giữa năm 1981, ông cùng 2 người con vượt biên bằng đường biển đến Trại tị nạn Ở Thái Lan. Tại đây ông và các con xin được đi định cư ở Pháp. Sau đó ông đã bảo lãnh những thành viên còn lại của gia đình cùng sang Pháp đoàn tụ.
Ông mất ngày 02 tháng 01 năm 2024 tại Pháp, hưởng thọ 95 tuổi .

## Liên kết
-Sư đoàn 9 Bộ Binh.

-Lễ mãn khóa 3 Trần Hưng Đạo ngày 25/6/1951 tại trường Võ Bị Liên quân Đà Lạt - Tân Thiếu úy Bùi Dzinh nhận kiếm Thủ khoa từ tay Quốc trưởng Bảo Đại.